# Хосров III Котак
Хосров III Котак (Куций) (вірм. Խոսրով III Կոտակ), також Хосров II Котак — цар Великої Вірменії (330–339), представник династії Аршакідів.

## Правління
Хосров III, який отримав прізвисько «Котак» за свій малий зріст, почав правити Вірменією 330 року після смерті свого батька Трдата III Великого. Хосров відрядив війська, щоб підкорити вірменських нахарарів, при цьому своєю жорстокістю він перевершив інших царів. За його ініціативою спарапет Ваче Маміконян винищив два нахарарських роди, передавши їхнє майно церкві.
Після цього Датабен Бзнуні підбурив бунт проти Хосрова III та спробував налаштувати проти нього інших нахарарів, але був заарештований і страчений у присутності царя. За зраду рід Бзнуні було жорстоко покарано: всіх членів роду вбили, а їхні володіння передали до скарбниці. Щоб подібні випадки не повторювались, Хосров видав закон, за яким усі нахарари мали постійно перебувати при дворі царя. Однак це не допомогло: розпочався ще більш небезпечний бунт. Проти царя повстав бдешх Бакур, який сподівався на допомогу Сасанідів, однак під час бою він загинув разом зі своїми братами й синами.
У 330-их роках на Вірменію напали маскути, які перетнули річку Куру й захопили Айраратську область із містом Вагаршапат. Хосрову удалось вчасно врятуватись і сховатись у фортеці Даруйнк. Ваче Маміконяну вдалось здобути над ними перемогу та вигнати ворогів з країни. Цар маскутів, Санесан, загинув.
Хосров заснував місто Двін, яке згодом стало столицею Вірменії. Двін за своєю пишністю випередив Арташат. Поряд із містом було посаджено ліси й заповідники; один із них мав назву «Храм матері», інший — «Хосровакерт».
Хосрову вдалось досягнути таких успіхів тільки завдяки вдалому станові справ у галузі політики. Проте 339 року Сасаніди, що правили Персією, порушили Мтсбінську угоду й напали на країни, союзні до Римської імперії, в тому числі й на Вірменію. Під час цієї війни цар Хосров III помер і престол перейшов до його сина Тирана.